# Idan Matalon

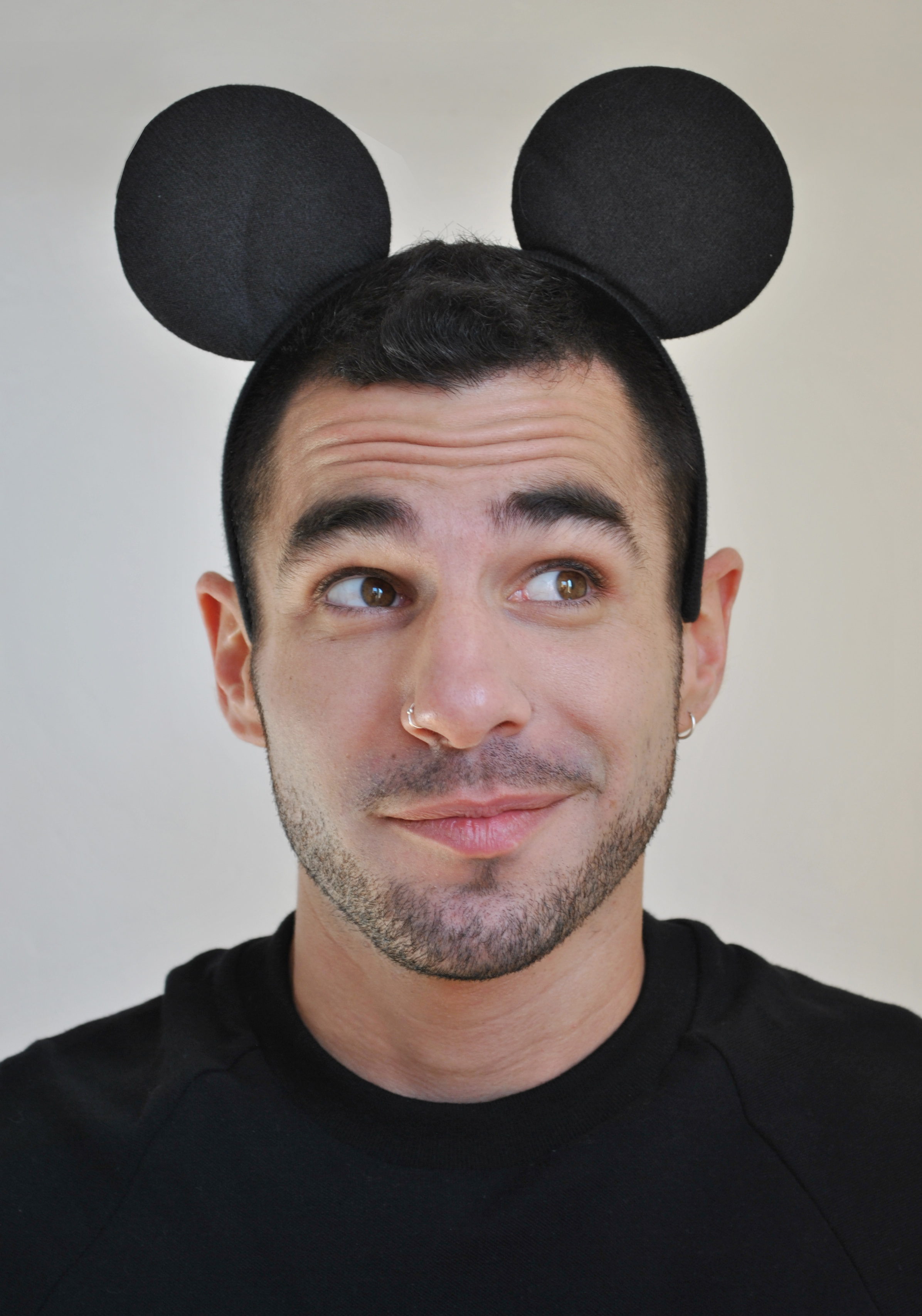

Idan Matalon (héberül: עידן מטלון) Risón Lecijón 1988. november 1. –) izraeli videóblogger, újságíró, videó- és audioproducer, modell és üzletember. A mako izraeli weboldal újságírójaként ismert, emellett a Moovz LMBT globális közösségi hálózat marketingtevékenységekért felelős alelnöke. Miután az izraeli hadseregből leszerelt, Matalon 2010 körül kezdett videoblogolásba, az Out Traveler később „online lip-sync sztárként” jellemezte. Modellként, netes hírességként és melegjogi aktivistaként több alkalommal szerepelt már magazinokban, így az NRG, az À cause des garçons, a Stubborn Magazine, a Nexter és a MyGayTrip kiadványokban. Utóbbi 2012-ben fő reklámarcaként alkalmazta. 2012 áprilisában a Shalom Life kiadvány 20. helyre rangsorolta „50 legszexibb zsidó férfi” listáján.

## Fiatalkora
Idan Matalon az izraeli Rishon Lezionban született. Gyermekkorát szülei otthonában töltötte Gan Yavnéban, egy Ashdod városához közeli kis településen. Tizenhat éves korában kezdett el lip-sync énekesként popszámokat előadni és az erről készült videókat feltölteni a YouTube-ra, később azonban szerzői jogi problémák miatt felhasználói fiókját felfüggesztették. Tizenévesként csatlakozott az Izraeli Védelmi Erők (angolul: Israel Defense Forces, IDF) kötelékéhez, ahol számos poszton szolgált, mielőtt 2010-ben Tel-Avivba költözött.

## Karrierje

### 2010−12: Első videói és modellkedés
Matalon Tel-Avivban és nemzetközileg is ismert videóra rögzített lip-sync előadásairól.
A Gay.net szerint Matalon 2010 körül kezdte el feltölteni saját készítésű videóit a YouTube-ra, melyeken általában ő és barátai szerepeltek, amint Tel-Aviv környékén különféle dalokra playbackelnek. Ahogyan a videók népszerűbbek lettek, az Out Traveler „online lip-sync sztárként” írta őt le, egyik jellemző videóját így írva le: „[Matalon] Tel-Aviv utcáin táncolva koreai popzenére tátogva énekel”. 2012-ig folytatta videóinak feltöltését, miközben elkezdett utcai interjúkat készíteni és változatos témákról beszélni. 2012 körül dolgozott bulivonal-tulajdonosként az Evita klubnál, ifjúsági koordinátorként a Bat Yam közösségi központnál, illetve iskolai katonai felkészítési koordinátorként a Bat Yamban található oktatási intézményekben.
Ahogyan online egyre nagyobb népszerűségre tett szert, Matalont több kiadvány is megkereste, hogy modellként szerződtessék. Franciaországban az À cause des garçons, a Stubborn Magazine és a MyGayTrip oldalain is megjelent, utóbbi 2012-ben fő reklámarcaként alkalmazta. A MyGayTrip alapítója, Matthew Jost a weboldal „múzsájaként” utalt rá, és nem sokkal később Matalon már egész alakos hirdetések arcaként jelent meg a Têtu oldalain. Kanadai, egyesült államokbeli, mexikói és izraeli kiadványokban úgyszintén megjelent, 2012-ben pedig az NRG egyik cikkében jelent meg. 2012 áprilisában a Shalom Life kiadvány 20. helyre rangsorolta „50 legszexibb zsidó férfi” listáján, ugyanebben az évben később pedig egy Matalon által összeállított videó jelent meg a Nexter magazinban.

### 2012: „Love Fest Tel Aviv”
Matalon első zenei videóját, a Love Fest Tel-Avivot 2012 decemberében az Yneten mutatta be. A szám, amelyben Lihi Admon és Sean Barkat is szerepel, hivatalosan 2012. december 31-én jelent meg. Matalon az Ynetnek elmondta, a videót Tel-Aviv nyílt kultúrájának szentelte, üzenete pedig az, hogy Tel-Aviv a szabadság és a szeretet városa.

### 2012−14: Moovz és mako
2012-ben újságíróként dolgozott, a mako LMBT témájú számaival foglalkozott. A mako egy weboldal, amelyet a Keshet Broadcasting üzemeltet. Szöveges és videós formában olyan témákkal foglalkozott, mint a HIV és az AIDS világnapja, a nemi szerepek és Tel-Aviv meleg közössége. 2013-tól kezdve függetlenül is folytatta a videoblogolást, 2013 vége felé pedig kiadott egy az izraeli meleg közösség támogatása céljából készített videót. Az SPDNoticias.com 2013-ban felvette az év legfontosabb öt meleg bloggerének toplistájára, az év októberében pedig a Betún Magazine címlapján szerepelt. 2013-ban a kanadai SizeDoesn't Matter blog „Izrael top 10 támogatója” listájára is felvette.
Matalon 2012-ben csatlakozott az Interacting Technology izraeli startup vállalkozáshoz, ahol marketingkampányokon dolgozott, illetve a márka „nagyköveteként” tevékenykedett a MOOVZ globális közösségi hálózaton, amelyet a cég birtokol. 2013 áprilisában rendezvényt szervezett Izraelben a MOOVZ támogatására, amelyen a márka tizenöt nemzetközi nagykövete vett részt. Videókat is készített a cég számára, 2013 júliusában pedig 28 nap alatt tizenöt országba utazott el a hivatalos Moovz-kampány részeként. 2014 májusában a magyar Dívány „a meleg Facebooként” írt a Moovzról. Az év augusztusában a Szombat készített interjút Matalonnal.

## Magánélete
Matalon 19 éves korában vállalta fel, hogy meleg. Szüleinek (akik mind a ketten támogatták) spontán, még katonai szolgálata idején fedte fel ezt a tényt.

## Fordítás
- Ez a szócikk részben vagy egészben  az   Idan Matalon című angol Wikipédia-szócikk ezen változatának fordításán alapul.  Az eredeti cikk szerkesztőit annak laptörténete sorolja fel. Ez a jelzés csupán a megfogalmazás eredetét és a szerzői jogokat jelzi, nem szolgál a cikkben szereplő információk forrásmegjelöléseként.